# Lac Lavassaare
Le lac Lavassaare (en estonien : Lavassaare järv) est un lac dans le comté de Pärnu en Estonie,.

## Géographie
Le lac Lavassaare est situé dans le village d'Õepa, commune de Lääneranna, à 5 km au nord-ouest de la ville de Lavassaare. 
C'est un lac naturel allongé d'une superficie d'eau de 196 hectares et une superficie des îles 0,4 hectares.
Il est long de 2 870 mètres, et large de 930 mètres, sa profondeur moyenne est de 0,7 mètre, sa profondeur maximale est de 1 mètre, la longueur de son littoral est de 7 146 mètres.
Le plan d'eau est à usage public. 
Il est situé dans la réserve naturelle de Lavasaare.